# Zalahaláp
Zalahaláp est un village et une commune du comitat de Veszprém en Hongrie.